# Stadtwerk am See
Die Stadtwerk am See GmbH & Co. KG (SWSee) wurde zum 1. Oktober 2012 von den Stadtwerken Überlingen (Swü) und den Technischen Werken Friedrichshafen (TWF) gegründet. Das Unternehmen ist mit rund 90.000 Kunden der größte Energieversorger im Bodenseekreis.

## Geschichte
Am 1. Oktober 2012 gründeten die Stadtwerke Überlingen (Swü) und die Technischen Werke Friedrichshafen (TWF) die Stadtwerk am See GmbH & Co. KG mit dem Ziel, durch die Zusammenarbeit der beiden Unternehmen Synergien zu erzielen, den Kundenservice zu verbessern sowie den wettbewerblichen und gesetzlichen Anforderungen des Energiemarktes besser zu begegnen.
Die Initiative zur Gründung ging von den beiden damaligen Oberbürgermeistern Sabine Becker (Überlingen) und Andreas Brand (Friedrichshafen) bereits im Frühjahr 2011 aus. Nach Prüfung verschiedener Kooperationsvarianten fiel im Dezember 2011 der Entschluss der beiden Gemeinderats-Gremien, das weitgehendste Kooperationsmodell auszuarbeiten. Im Mai 2012 beschlossen die Gemeinderäte in Friedrichshafen und Überlingen die Gründung des neuen Stadtwerks. Am 9. Juli 2012 wurde die Stadtwerk am See GmbH & Co. KG rückwirkend zum 1. Januar 2012 formiert. Am 1. Oktober 2012 startete das Unternehmen seinen Betrieb.

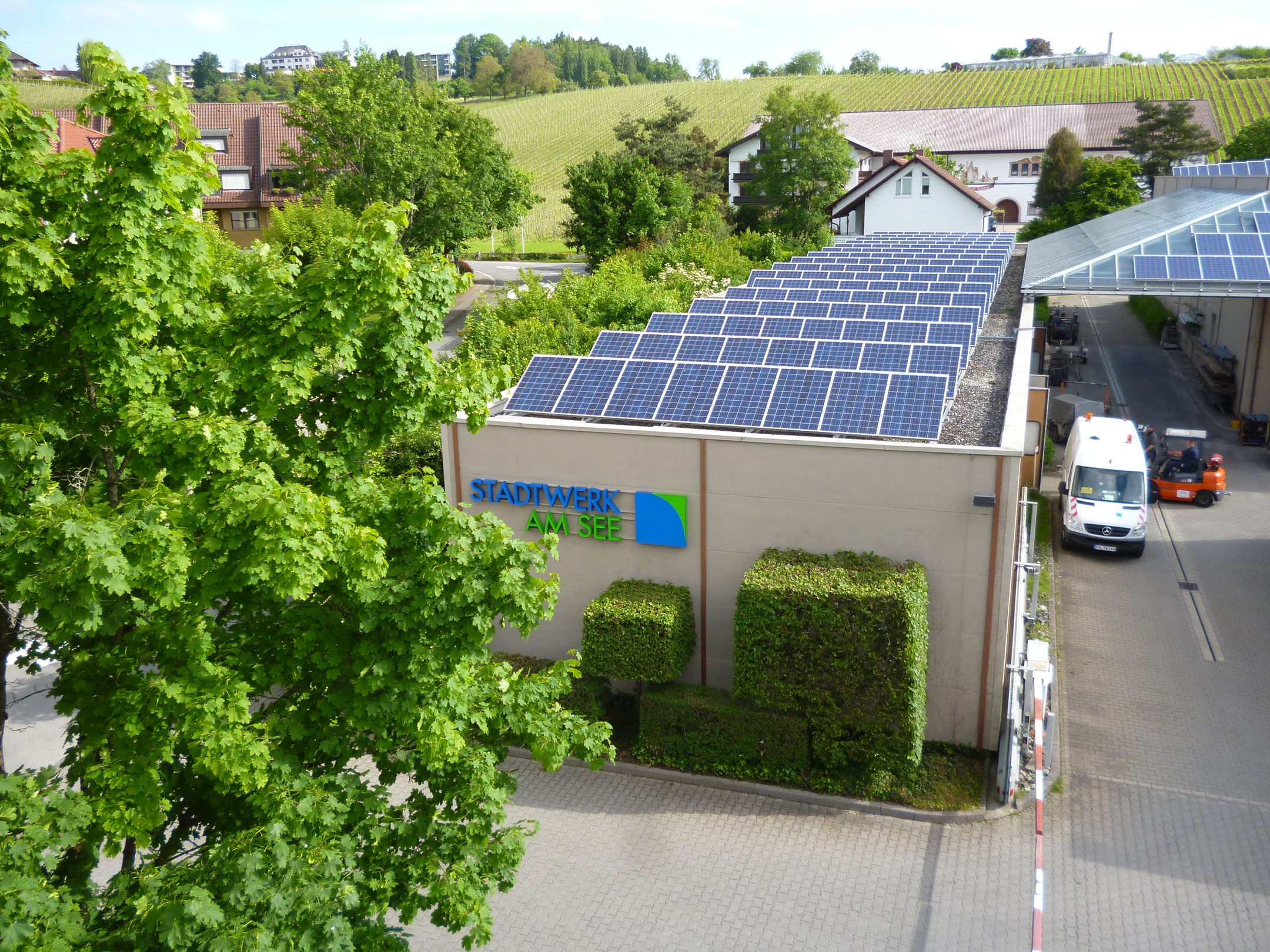
Unternehmenssitz in Überlingen

## Konzernstruktur

### Unternehmenssitz und -struktur
Sitz der Gesellschaft ist Überlingen, der Verwaltungssitz befindet sich in Friedrichshafen. Geschäftsführer ist Alexander-Florian Bürkle. Aufsichtsratsvorsitzender ist Jan Zeitler, Oberbürgermeister der Stadt Überlingen, sein Stellvertreter ist Simon Blümcke, Oberbürgermeister der Stadt Friedrichshafen. Gesellschafter der Stadtwerk am See GmbH & Co. KG sind die Technische Werke Friedrichshafen, die Stadtwerke Überlingen und die SWSee Beteiligungsgesellschaft. Die TWF wiederum ist beteiligt an Stadtverkehr Friedrichshafen, Bodensee-Oberschwaben-Bahn, Katamaran-Reederei Bodensee und Flughafen Friedrichshafen.

Verwaltungssitz in Friedrichshafen

### Beteiligungsgesellschaft
Gesellschafter der Stadtwerk am See GmbH & Co. KG sind die Technische Werke Friedrichshafen, die Stadtwerke Überlingen und die SWSee Beteiligungsgesellschaft. Über diese Gesellschaften sind die Städte Friedrichshafen, Überlingen und die Gemeinden Frickingen, Hagnau und Deggenhausertal am Stadtwerk beteiligt. Die SWSee Beteiligungsgesellschaft präsentiert sich als innovatives Modell. Über diese Beteiligungsgesellschaft haben Kommunen die Chance, sich an einem bestehenden Stadtwerk zu beteiligen. Erster Gesellschafter ist seit dem 1. Januar 2013 die Gemeinde Frickingen.

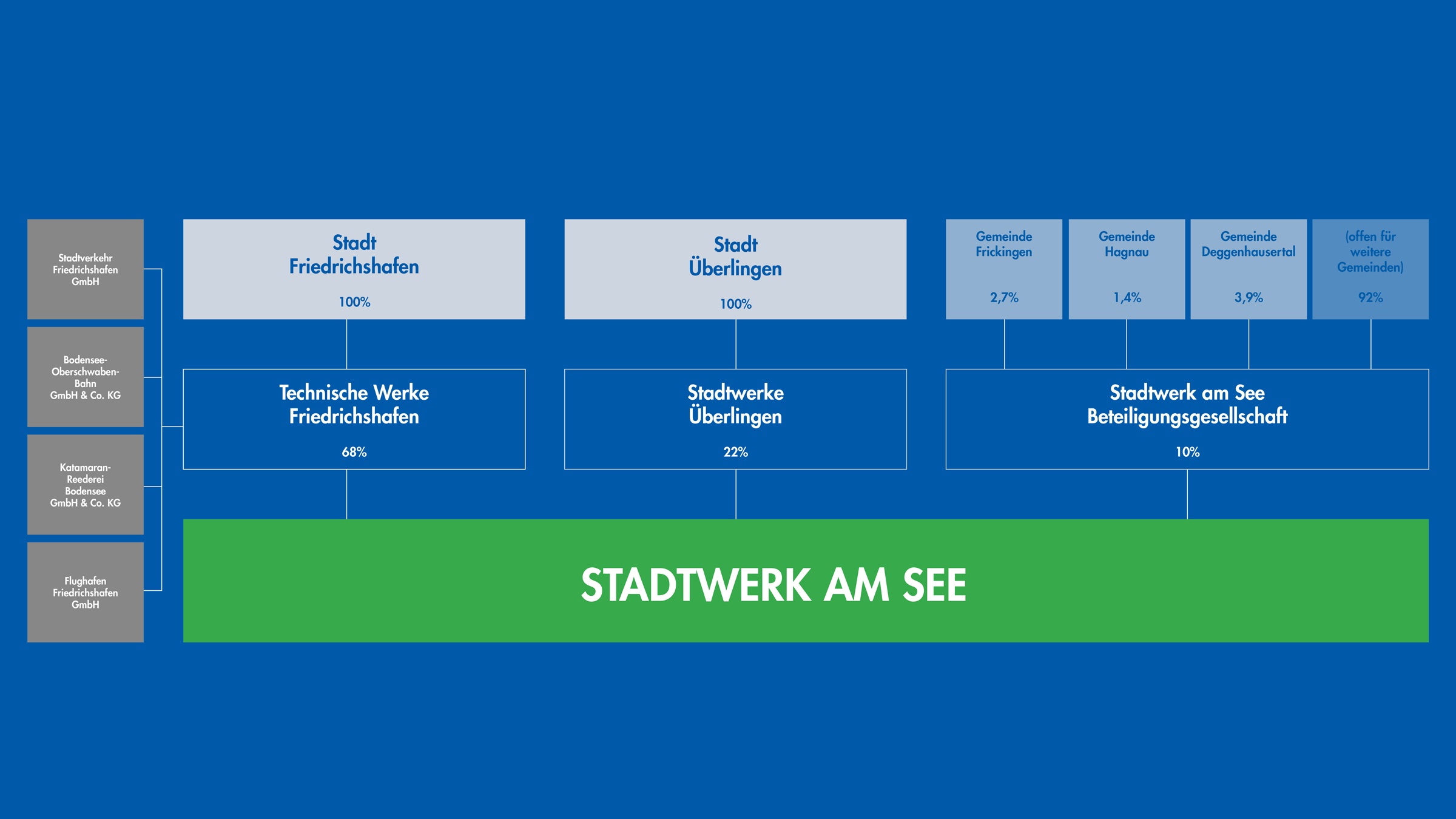
Gesellschafterstruktur

### Beteiligungen
Das Stadtwerk am See selbst ist ebenfalls an verschiedenen Unternehmen beteiligt. So ist der Telekommunikations-Anbieter TeleData GmbH ein Tochterunternehmen der Stadtwerk am See GmbH & Co. KG. Ferner ist das Stadtwerk mit 24 % beim Regionalwerk Bodensee als Gesellschafter beteiligt. Weitere Beteiligungen sind u. a. die Hagnauer Gemeindewerke GmbH, die NetzWerkStadt GmbH & Co. KG, die Windkraft Bodensee-Oberschwaben GmbH & Co. KG, die Energieagentur Bodenseekreis gGmbH, die Südwestdeutsche Stromhandels GmbH sowie verschiedene Bürgersolardächer als Bürgerbeteiligungsmodelle.

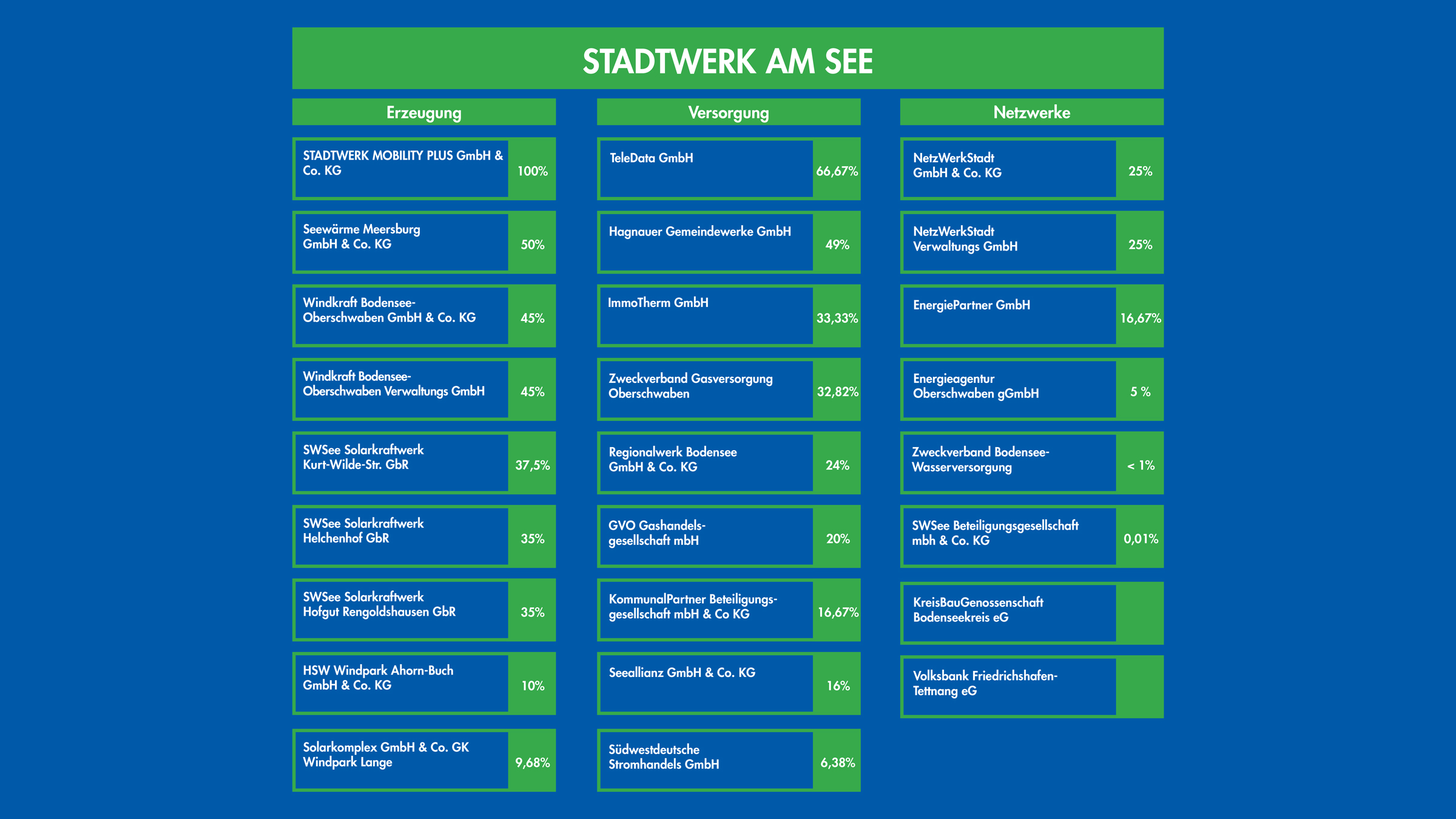
Beteiligungen der SWSee GmbH & Co. KG

## Unternehmensbereiche
Das Stadtwerk am See ist in den Bereichen Strom-, Gas-, Wasser- und Wärmeversorgung sowie Mobilität tätig und versorgt insbesondere im Bodenseekreis über 100.000 Kunden mit Strom, Erdgas, Fernwärme, Wasser und Mobilität.

### Strom
Das Stadtwerk am See bietet verschiedene Ökostrom-Tarife. Erklärtes Ziel des Unternehmens ist die Förderung der Energiewende in der Bodenseeregion durch ein gezieltes Angebot von ökologischer Energie und der Förderung ökologischer und energieeffizienter Energieerzeugung. Das Vorgängerunternehmen TWF belieferte bereits im Jahr 2000 alle Privatkunden freiwillig mit Strom aus Wasserkraft. Der Anteil von Wasserkraftkunden liegt folglich bei SWSee deutlich über dem anderer Stadtwerke.

### Gas und Wärme
Das Stadtwerk am See bietet mehrere Biogas-Tarife an. Auch durch den Ausbau von energieeffizienter Nahwärme unterstützt das Unternehmen die ökologische Ausrichtung der Bodenseeregion. Darüber hinaus weitet der Betrieb die Wärmeversorgung durch den Aufbau von Nahwärmenetzen immer mehr aus, z. B. mit einer der größten Solarthermie-Anlagen in Baden-Württemberg, mit den Holzhackschnitzel-Anlagen im Gebiet Überlingen-Schättlisberg und Friedrichshafen-Berufsschulzentrum, oder auch mit energieeffizienten Blockheizkraftwerken im Bereich Friedrichshafen-Löwental und für die Industrieunternehmen MTU Friedrichshafen und ZF Friedrichshafen AG.

### Wasser
Neben Strom, Erdgas und Wärme versorgt das Stadtwerk am See 80.000 Haushalte im Bodenseekreis auch mit Trinkwasser und betreibt mehrere Trinkwassergewinnungs und -aufbereitungsanlagen, bei denen überwiegend Wasser aus dem Bodensee Verwendung findet.

### Telekommunikation
Über das Tochterunternehmen TeleData GmbH bietet das Stadtwerk am See Telekommunikationsdienstleistungen, Cloud-Lösungen und Rechenzentrumsdienstleistungen in der Region an. Zu Telekommunikation zählen der Ausbau von Glasfasernetzen, aber auch die dazugehörigen Dienstleistungen wie Internetzugang, Telefonie oder TV. TeleData betrieb im Dezember 2015 ein Glasfasernetz von 320 Kilometern Länge in der Bodenseeregion.

### Mobilität

Katamaran Fridolin vor Friedrichshafen

Katamaran Ferdinand in Konstanz

Bodensee-Oberschwaben-Bahn am Bahnhof Ravensburg

Stadtbus des Stadtverkehr Friedrichshafen

Stadtbus Überlingen

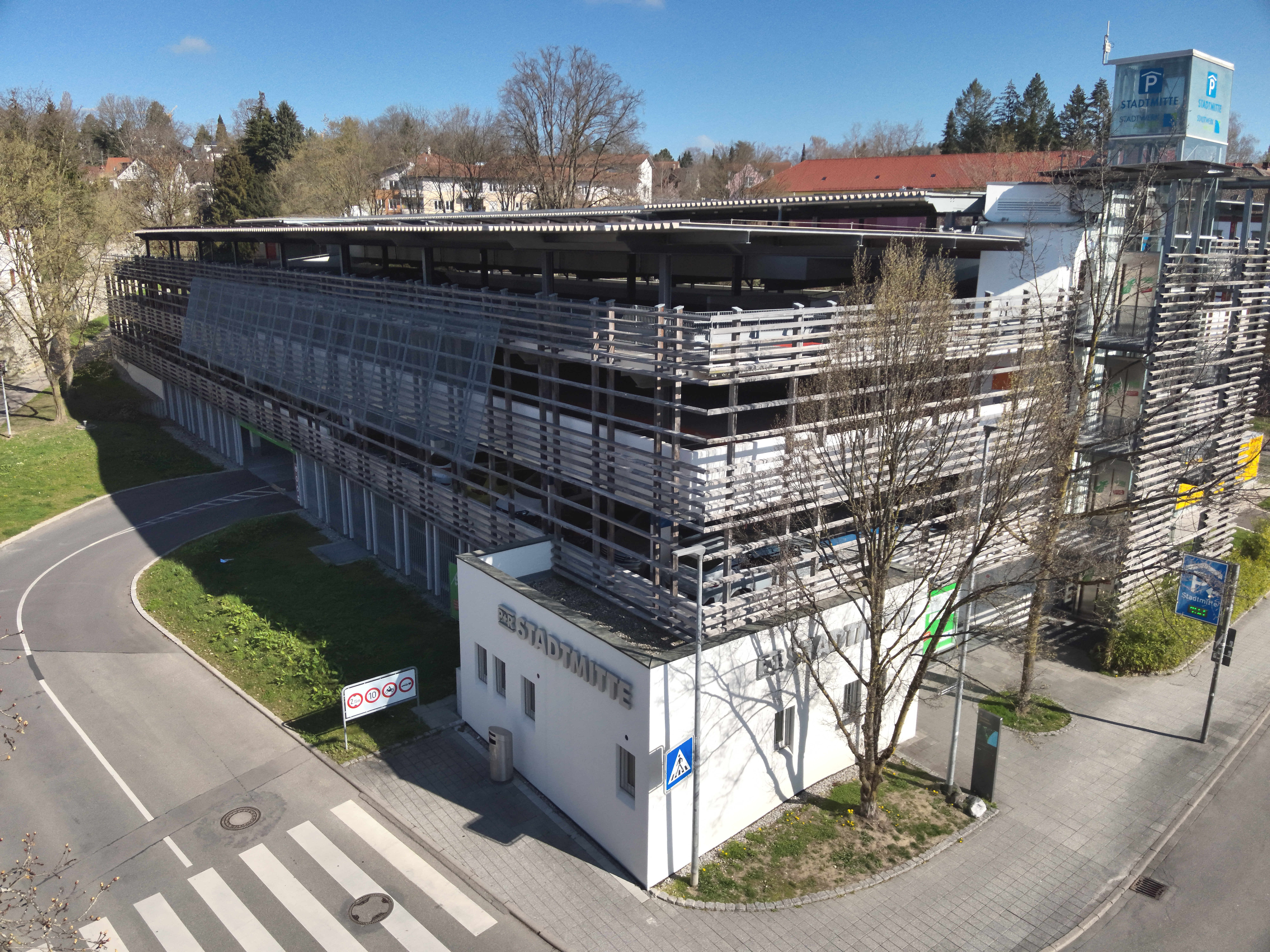
Parkhaus Überlingen Stadtmitte

Das Stadtwerk am See betreibt im Auftrag von Schwestergesellschaften sowie ihrer beiden Muttergesellschaften folgende ÖPNV-und Mobilitäts-Angebote:
- Schiffsverbindung Friedrichshafen <> Konstanz
- Bodensee-Oberschwaben-Bahn Friedrichshafen <> Ravensburg <> Aulendorf
- Stadtbus Friedrichshafen
- Stadtbus Überlingen
- Ruftaxi RiA in Friedrichshafen
- eCarsharing FRIZZ in Friedrichshafen
- acht Parkhäuser und einen Parkplatz in Friedrichshafen und Überlingen

## Nachhaltigkeit und Firmenphilosophie

### Ökologie und erneuerbare Energie
Das Stadtwerk am See versorgt über 80.000 Haushalte im Bodenseekreis und darüber hinaus mit Strom, Erdgas, Wärme und Trinkwasser. Dabei wird insbesondere auf erneuerbare Energien und Energieeffizienz gesetzt. Seit dem Jahr 2000 (Vorgängerunternehmen TWF) gibt es Strom aus Wasserkraft für alle Haushalte, Biogas, ökologische Nahwärmeprojekte und Bürgersolardächer. Auch als Dienstleister für Unternehmen und Kommunen im Bereich Energie und Wasser tritt das Stadtwerk auf.

Skudden Schafe als "ökologische Rasenmäher" für die Solarthermieanlage Überlingen

### Regionalität
Das Stadtwerk am See versteht sich als regionaler Anbieter. Die Netzgebiete liegen ausschließlich im Bodenseekreis, Produkte und Dienstleistungen werden überwiegend dort angeboten. Darüber hinaus bietet das Stadtwerk bundesweit Strom und Erdgas an. Das Stadtwerk hat insgesamt drei Kundenzentren in Friedrichshafen und Überlingen. Bei Auftragsvergaben werden regionale Unternehmen nach Möglichkeit bevorzugt.

### E-Mobilität
E-Mobilität gehört seit 2010 zur Kernkompetenz des Unternehmens. Fast 700 E-Bikes hat das Stadtwerk seither finanziell gefördert sowie diverse Ladesäulen für E-Bikes und E-Autos in Friedrichshafen, Überlingen und Markdorf gebaut. Auch eigene Pedelecs und E-Autos des Stadtwerks sind im Einsatz.

## Online-Präsenz
Seit 2013 gibt das Stadtwerk am See seinen Geschäftsbericht ausschließlich online heraus. Die Website zeigt Animationen zum Stadtwerk und seinen Beteiligungen. Die Website wurde mehrfach ausgezeichnet, unter anderem mit dem Red Dot Design Award, dem German Design Award, dem Deutschen Preis für Onlinekommunikation und dem Annual Multimedia Award.